# Brosse à dents électrique
Pour les articles homonymes, voir Brosse.

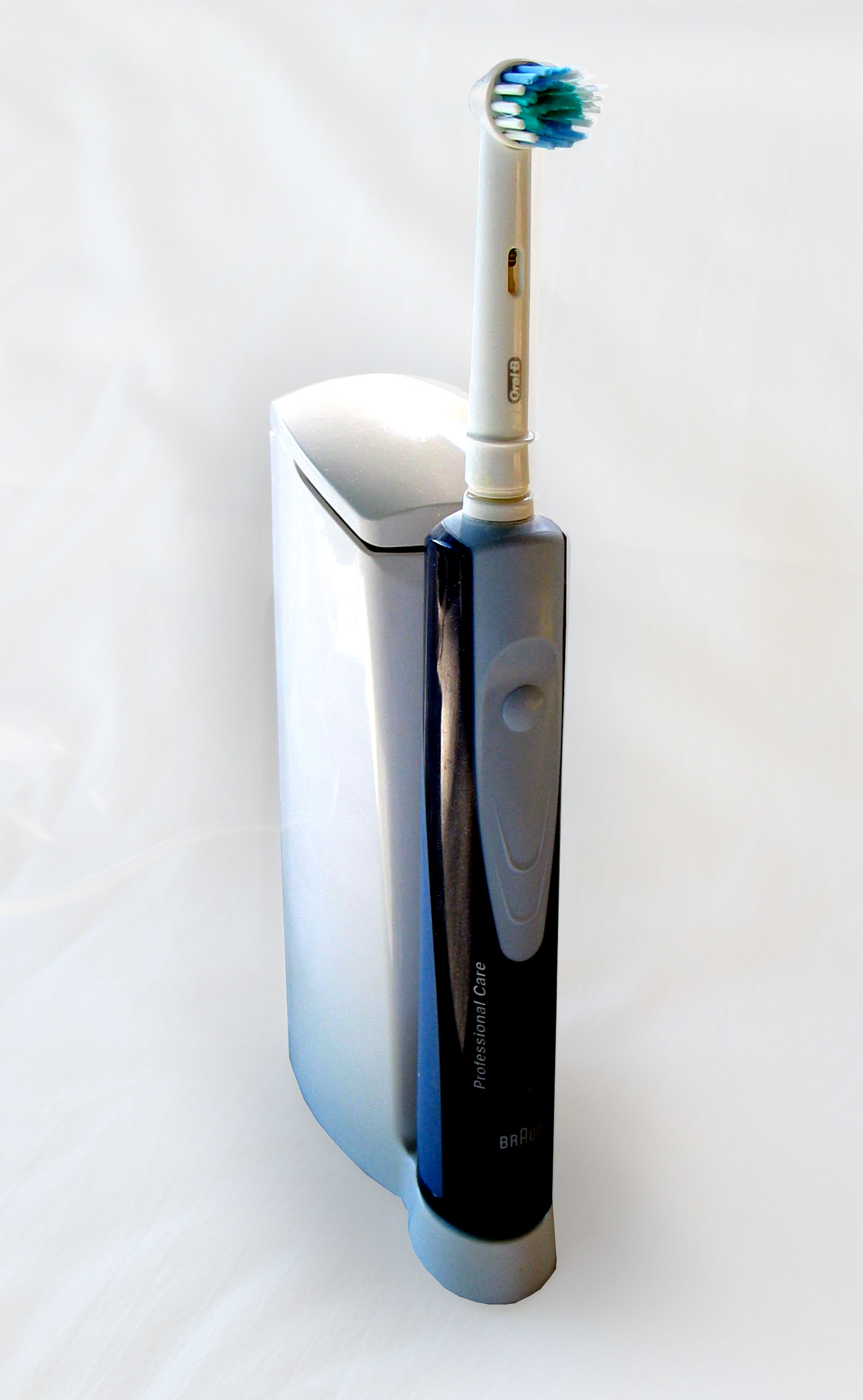
Brosse à dents électrique.

Une brosse à dents électrique est une brosse à dents qui utilise l'énergie électrique, fournie habituellement par une batterie, pour faire osciller rapidement la tête de brosse, soit d'un côté à l'autre, soit de manière circulaire, afin de réduire l’effort manuel d'une brosse à dents manuelle et améliorer le brossage des dents.
Elle peut être combinée avec un hydropulseur.

## Histoire
La première brosse à dents électrique, la Broxodent, a été inventée en Suisse en 1954 par le Dr Philippe-Guy Woog et son assistant l'ingénieur Manni Lamitray.

## Brosse à dents sonique
Une brosse à dents électrique "sonique" a un mouvement suffisamment rapide pour émettre des vibrations audibles. La plupart des brosses à dents électriques rechargeables de marques comme Sonicare et Oral-B font partie de cette catégorie, avec des fréquences allant de 200  à   400 Hz, soit de 12 000  à   24 000 oscillations ou 24 000  à   48 000 mouvements par minute.